# Tango dietro l'angolo
Tango dietro l'angolo è un album del cantautore italiano Mimmo Locasciulli, pubblicato dall'etichetta discografica Philips e distribuito dalla PolyGram nel 1991.

## Descrizione
L'album è prodotto da Riccardo Rinetti. I brani sono interamente composti dall'interprete, eccetto Tutto bene, Mosche & Mosquitos e Buonanotte nella pioggia, alla cui stesura ha partecipato Greg Cohen, il quale ha curato gli arrangiamenti insieme a Locasciulli.

## Tracce
LP (Philips, 8486631)

### Lato A
1. Tango dietro l'angolo – 3:54
2. Avrò diamanti – 3:50
3. Tutto bene – 3:29
4. Mosche & Mosquitos – 2:56
5. Luna vagabonda – 3:48
6. Siamo noi – 4:14

Durata totale: 22:11

### Lato B
1. Il giorno più difficile (Starsene in casa è inutile) – 4:07
2. Portamenti turistici – 5:21
3. Due amiche – 4:18
4. Luna vagabonda (Bahama Mama) – 3:20
5. Buonanotte nella pioggia – 4:15

Durata totale: 21:21